# Masiutiwka
Masiutiwka (ukr. Масютівка) – wieś na Ukrainie, w obwodzie charkowskim, w rejonie kupiańskim, w hromadzie Dworiczna. W 2001 liczyła 22 mieszkańców, spośród których 13 wskazało jako ojczysty język ukraiński, a 9 rosyjski.